# アーサー・フィードラー

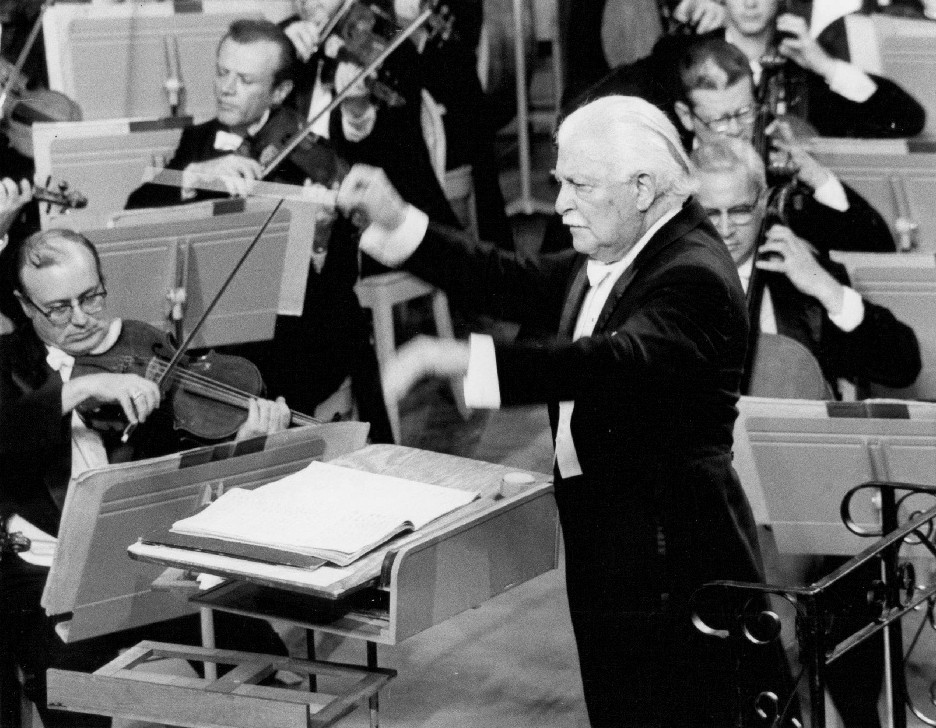
アーサー・フィードラー（1969年）

アーサー・フィードラー（Arthur Fiedler, 1894年12月17日 - 1979年7月10日）は、アメリカ合衆国の指揮者。

## 来歴
フィードラーは1894年12月17日、マサチューセッツ州ボストンで生まれた。父はオーストリア出身のヴァイオリニストであり、ボストン交響楽団に所属、母はピアニストという音楽一家であった。フィードラーはボストンで育ち、父親が引退してオーストリアに戻るまでボストン・ラテン・スクールで学んだ。
第一次世界大戦が始まるとヨーロッパで学んだり働いたりしていた。1909年にフィードラーの父は、フィードラーをベルリンに送りヴィリー・ヘスの元でヴァイオリンの勉強をさせた。1915年には、ボストン交響楽団（当時の指揮者はカール・ムック）にヴァイオリニストとして入団している。フィードラーはそこで、ピアニスト・オルガニスト・打楽器奏者なども務めた。
フィードラーは、1924年に交響楽団のメンバーによる室内楽団ボストン・シンフォニエッタを立ち上げ、無料の屋外コンサートを始めるようになる。1930年にはボストン・ポップス・オーケストラの第18代指揮者に就任し、半世紀にわたってその職を務めた。
日本では読売日本交響楽団を指揮して演奏会を開いた。
「消防オタク」であり、自身で消防車両を所有した。日本でも消防庁音楽隊との交流を持った。
1977年7月10日には、ジェラルド・R・フォード大統領より大統領自由勲章を授与された。
1979年7月10日、フィードラーはマサチューセッツ州ブルックリンで亡くなった。85歳。フィードラーの死後、ボストン市ではフィードラーに敬意を表しBoston Esplanade（今日まで続く無料コンサートの会場）の前にフィードラーの胸像を作った。

## 人物
フィードラーは長い間ボストン・ポップス・オーケストラの指揮者を務め、その音楽的な才能と興行の手腕により同オーケストラの知名度を高めた。
フィードラーの元でボストンポップスは多くのレコーディングを行い、レコード、カセットなど音楽ソフトの総売上はどこのオーケストラよりも多い5000万ドルを記録している。フィードラーはまた、サンフランシスコ・ポップス・オーケストラで夏場に26回の共演を果たすなど世界各地のオーケストラを指揮している。